# Autostereogram

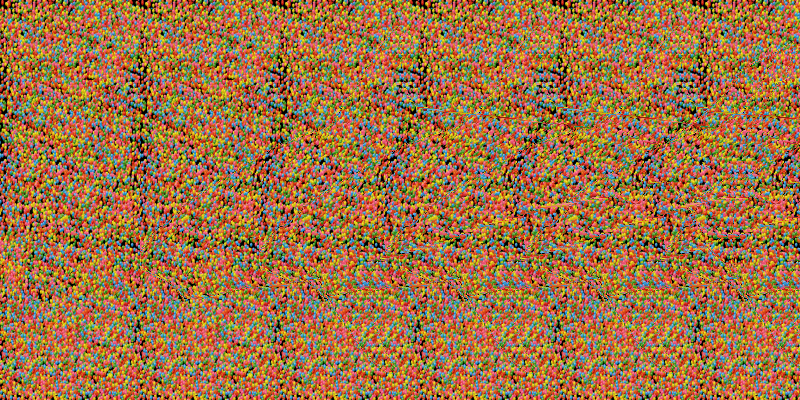
Een stereogram verbergt een driedimensionaal beeld, dat met de juiste kijktechniek gezien kan worden. Klik op de afbeelding voor een groter formaat.

Een autostereogram is een stereogram, en geeft de optische illusie van een driedimensionaal beeld, op basis van een gewone tweedimensionale afbeelding. Om dit soort optische illusie te kunnen zien, is een zekere oefening vereist. Een belangrijk verschil met gewone stereogrammen is dat men voor een autostereogram geen extra kijker of stereoscoop nodig heeft.

## Werking

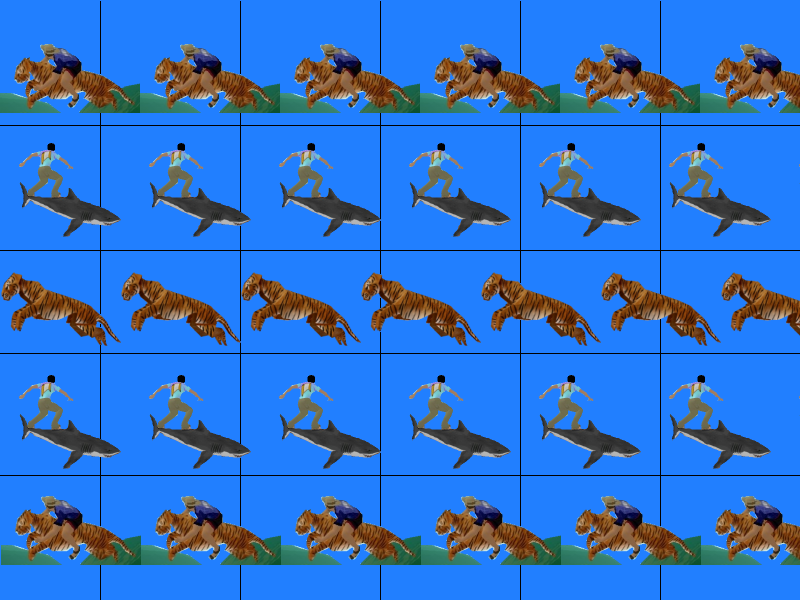
De eenvoudigste vorm van autostereogram: een herhaald patroon van afbeeldingen. Als men starend naar deze afbeelding kijkt, lijkt het plots alsof bepaalde afbeeldingen dichterbij komen te staan, en zo een echt driedimensionaal object vormen. Klik op de afbeelding voor een volledig formaat.

Het eenvoudigste soort autostereogram is een herhaling van één enkele basis-afbeelding. De bedoeling is dat men met de ogen afzonderlijk richt op verschillende kopieën van de afbeelding. Hierdoor valt het snijpunt van de beide kijkrichtingen van de ogen niet meer op het blad (zoals gewoonlijk het geval is), zodat men het gevoel heeft te kijken naar een object dat dichter of verder af staat. Daarenboven kan men het gevoel van dieptezicht vergroot worden door ervoor te zorgen dat de verschillende herhaalde afbeeldingen hetzelfde object weergeven, maar elk vanuit een lichtelijk andere hoek. Als het linker- en rechteroog op een andere kopie gericht zijn, zien ze hetzelfde voorwerp, vanuit een andere hoek, wat precies aanleiding geeft tot het gevoel van dieptezicht.
Hoewel het correct bekijken van een gewoon stereogram al wat oefening kan vragen voor de meeste mensen, maken veel optische illusies het de kijker nog iets moeilijker. Men kan immers de herhaalde afbeeldingen van het stereogram "verbergen" in een enkele afbeelding, waarin het herhaald patroon niet meteen zichtbaar is. Die afbeelding lijkt dan een gewone afbeelding, waar (buiten een typische korrelstructuur) niets speciaal aan te zien. Als men echter met voldoende geduld staart of scheel kijkt naar de afbeelding (zie uitleg kijktechnieken hieronder), ziet men plots het verborgen, driedimensionale beeld. Een voorbeeld van dit soort autostereogram is de afbeelding rechts boven. Als men starend kijkt naar de afbeelding, ziet men plots de vorm van een haai "uit de afbeelding komen".

## Kijktechnieken
Het is, zoals hierboven beschreven, de bedoeling dat beide ogen zich richten op verschillende kopieën van een herhaalde afbeelding. Er zijn twee verschillende kijktechnieken, de parallelle en de gekruiste. Het verschil wordt bepaald door het snijpunt van de kijkrichtingen van beide ogen. Ligt dit achter het blad, lijkt het voor de persoon alsof hij rechtdoor staart: dit noemt men parallel kijkend. Ligt dit snijpunt voor het blad, dan spreekt men van kruislings kijken. De ogen richten zich dan scheel, en het linkeroog kijkt naar een kopie van de basis-afbeelding die rechts staat, terwijl het rechteroog gericht is op een kopie links.